# Exposition (théâtre)
 (janvier 2012).
Si vous disposez d'ouvrages ou d'articles de référence ou si vous connaissez des sites web de qualité traitant du thème abordé ici, merci de compléter l'article en donnant les références utiles à sa vérifiabilité et en les liant à la section « Notes et références ».
Pour les articles homonymes, voir Exposition.
L’exposition, désigne l’énonciation au début d’une œuvre littéraire, du sujet que l’auteur se propose de traiter et du jour sous lequel il le présentera. Tous les genres comportent une exposition ; dans quelques-uns, elle est importante, ou même nécessaire.
En rhétorique, l’exposition constitue une des parties essentielles du discours.
Au théâtre, l’exposition est, à l’ouverture du rideau, le premier moment de la pièce destiné à faire part au public de tout ce qu’il a besoin de connaître pour comprendre l’action et en suivre la marche.
L’exposition est un des points de l’art dramatique classique qui demandent le plus d’art, car l’auteur doit, procédant par épisodes et par tableaux, dès les premières scènes, apprendre au public, au moyen d’acteurs qui ne doivent pas avoir l’air de parler pour lui, lui annoncer le sujet, le temps et le lieu de l’action, lui en présenter les personnages, en expliquer les ressorts, les intérêts et les passions en présence, faire entrevoir le dénouement, avec les moyens qui ramènent et les obstacles qui s’y opposent. Une bonne exposition « doit instruire le spectateur du sujet et de ses principales circonstances, du lieu de la scène et même de l'heure où commence l'action, du nom, de l'état, du caractère et des intérêts de tous les principaux personnages. [Elle] doit être entière, courte, claire, intéressante et vraisemblable ».
Les Anciens avaient, pour échapper aux difficultés au début, inventé le prologue. Dans cette exposition de l’enfance de l’art, le poète ou un personnage appelé l’acteur-prologue venait, à l’ouverture du spectacle, en apporter comme le sommaire et donner, en dehors de l’action, ces informations nécessaires que l’exposition fournit par les combinaisons à la fois naturelles et savantes des premières scènes.
Tantôt l’exposition est toute en paroles, tantôt elle est en action. La première a été le plus souvent employée, surtout au temps où les confidents avaient une si grande place sur la scène ; ceux-ci fournissaient un moyen commode aux personnages de dire qui ils étaient et ce qu’ils voulaient faire.
Racine, qui a très souvent utilisé l’artifice de l’exposition, y a excellé. On cite l’exposition d’Iphigénie, où il avait d’ailleurs pour modèle celle d’Euripide, qui, dans cette circonstance, avait renoncé à son habitude commode du prologue. Mais son chef-d’œuvre est l’exposition de Bajazet, à laquelle une seule, suivant Voltaire, peut être comparée, celle d’Othon, l’une des tragédies de la vieillesse de Corneille.
L’exposition en action, vive et hardie, jette du premier coup le spectateur au milieu du sujet, sans prendre la peine de le lui expliquer, et fait mouvoir devant lui les personnages dans la variété et le contraste de leurs caractères, de leurs situations et de leurs intérêts en pleine lutte. Le modèle en ce genre est l’exposition de Tartuffe : rien de plus animé, de plus vivant que cette scène d’intérieur où sept des personnages se mettent réciproquement en relief et où le principal, celui qui remplira toute la pièce, domine déjà, quoique absent, toute la situation.
Le théâtre, dès l'époque romantique, s’est ensuite affranchi des exigences de la dramaturgie classique pour engager l’action, sans préambule et sans se préoccuper de faire connaître à l’avance au spectateur les personnages avec le lien qui les rattache à l’action. L’absence d’exposition régulière permet même le moyen d’effet de la surprise.